# Naked City (альбом)
Naked City — студийный альбом Джона Зорна, выпущенный в 1990 году на Nonesuch Records и давший название группе Naked City. Этот альбом был переиздан в составе бокс-сета Naked City: The Complete Studio Recordings на Tzadik в 2005 году. Naked City состоит из коротких экстремальных пьес («хардкоровых миниатюр»), сочинённых Зорном (например, «Fuck the Facts»), обработок джазовых стандартов (например, «Lonely Woman») и музыки из кинофильмов (например, «The Sicilian Clan»).

## Обложка
В оформлении обложки альбома использована фотография «Corpse with Revolver C.A. 1940» («Тело и револьвер») известного нью-йоркского фотографа середины XX-го века Виджи, прославившегося прибытием на место совершения преступлений раньше полиции и запечатлением места преступления в его изначальном виде. В 1945-м году была издана книга фотографий Виджи «Голый город» («The Naked City»), а в 1948-м году по этой книге был снят одноимённый фильм в стиле нуар, давший название группе и альбому.
В оформлении внутренних страниц обложки альбома использованы графические работы Суэхиро Маруо.

## Список композиций
1. «Batman» (Джон Зорн) — 1:58
2. «The Sicilian Clan» (Эннио Морриконе) — 3:27
3. «You Will Be Shot» (Джон Зорн) — 1:29
4. «Latin Quarter» (Джон Зорн) — 4:05
5. «A Shot in the Dark» (Генри Манчини) — 3:09
6. «Reanimator» (Джон Зорн) — 1:34
7. «Snagglepuss» (Джон Зорн) — 2:44
8. «I Want to Live» (Джонни Мэндел) — 2:08
9. «Lonely Woman» (Орнетт Коулман) — 2:38
10. «Igneous Ejaculation» (Джон Зорн) — 0:20
11. «Blood Duster» (Джон Зорн) — 0:13
12. «Hammerhead» (Джон Зорн) — 0:08
13. «Demon Sanctuary» (Джон Зорн) — 0:38
14. «Obeah Man» (Джон Зорн) — 0:17
15. «Ujaku» (Джон Зорн) — 0:27
16. «Fuck the Facts» (Джон Зорн) — 0:11
17. «Speedball» (Джон Зорн) — 0:37
18. «Chinatown» (Джерри Голдсмит) — 4:23
19. «Punk China Doll» (Джон Зорн) — 3:01
20. «N.Y. Flat Top Box» (Джон Зорн) — 0:43
21. «Saigon Pickup» (Джон Зорн) — 4:46
22. «The James Bond Theme» (Джон Барри) — 3:02
23. «Den of Sins» (Джон Зорн) — 1:08
24. «Contempt» (Джордж Делерю) — 2:49
25. «Graveyard Shift» (Джон Зорн) — 3:25
26. «Inside Straight» (Джон Зорн) — 4:10

## Участники записи
- Джон Зорн — альт-саксофон
- Билл Фриселл — гитара
- Фред Фрит — бас-гитара
- Джоуи Бэрон — барабаны
- Вэйн Хорвиц — клавишные
- Ямацука Ай — вокал